# 瀧内正
瀧内 正（たきうち ただし、1913年（大正2年）5月16日 - 2006年（平成18年）6月11日）は、日本の政治家。都城市長を2期歴任した。

## 経歴
福岡県浮羽郡、のちの浮羽町（現うきは市）で生まれた。1934年（昭和9年）福岡師範学校を卒業。さらに1943年（昭和18年）明治大学法科を卒業。
1944年（昭和19年）1月、都城市役所に入所した。同市職組合長、資材課長、厚生課長、庶務課長、総務課長を歴任。1953年（昭和28年）都城市議会議員に選出され2期在任。1976年（昭和51年）都城市長に選出され2期在任した。

## 都城市長選挙
1976年、前市長の堀之内久男が衆議院議員総選挙出馬に無所属で出馬を表明したために、後任の市長を選出するための選挙を行う。第10回都城市長選挙は瀧内正をはじめとし、4名の立候補者が出馬。瀧内正は無所属での出馬となった。1976年12月6日の開票は、瀧内正が次点の西川貫一に2,381票の差をつけ(32,165票対29,784票)初当選。1期目の市長を務める。
任期満了に伴う第11回市長選挙は1980年に行われ、瀧内をはじめとした3名が立候補。1980年11月30日の開票で、瀧内は時点の曽木重忠に1,200票の差(34,602票対33,402票)をつけ2期目の都城市長を務める。
3期目を狙う第12回市長選挙は、瀧内をはじめとし3名の出馬。1984年11月25日開票の結果は、団体代表の岩橋辰也に13,725票(43,609票対29,884票)の大差で次点となり敗れる。
返り咲きを狙う第13回市長選挙は、瀧内をはじめ3名が立候補。1998年11月27日開票の結果、現職の岩橋辰也に前回同様14,519票(37,678票対23,159票)で敗れた。
その後市長選には参加せず。